# Grab des Puiemre (TT39)

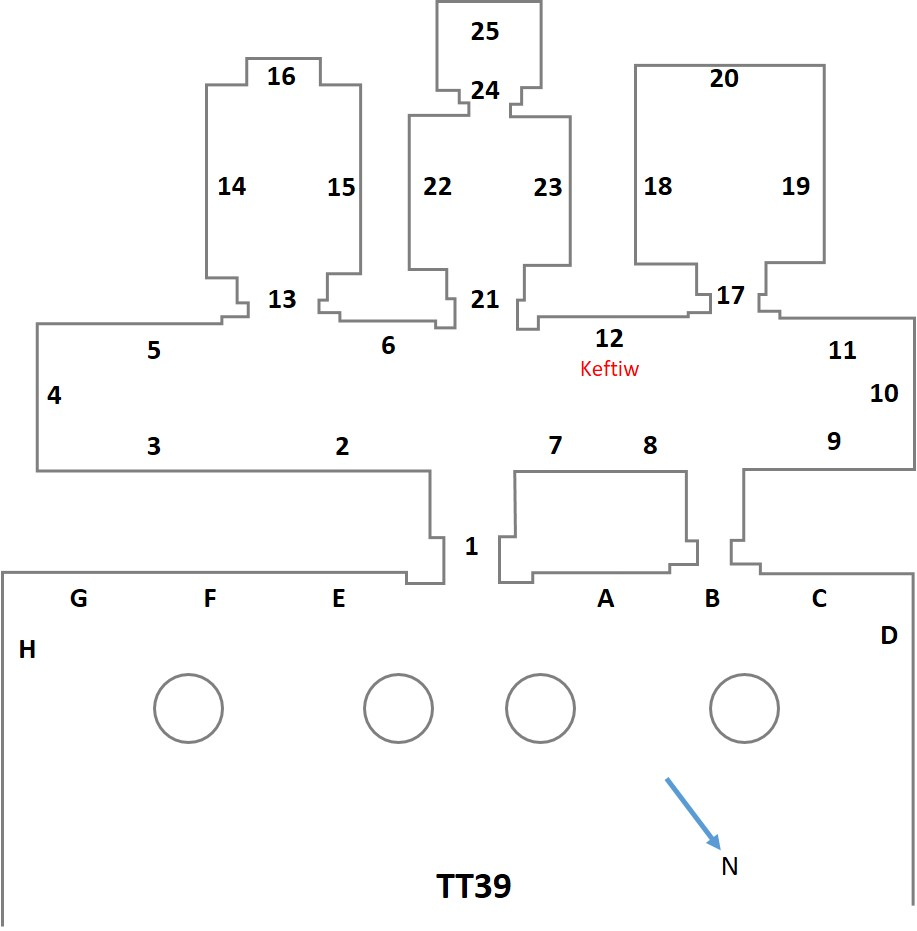
Grundriss des Grabes

Das Grab des Puiemre (engl. Theban Tomb 39 = Thebanisches Grab Nr. 39) befindet sich in der Nekropole von El-Chocha in Theben-West. Puiemre hatte während der Regierungszeit von Hatschepsut und Thutmosis III. das Amt des zweiten Priesters des Amun inne. Das Grab wurde am Beginn des zwanzigsten Jahrhunderts von einer amerikanischen Expedition vollständig ausgegraben. Die Wanddekoration sind von Norman de Garis Davies gezeichnet und publiziert worden. Die Grabanlage wird zwischenzeitlich archäologisch erneut untersucht, da es sich um eine bedeutende Grabanlage gehandelt haben muss.

## Zur Person des Puiemre
Puiemre war Priester des Amun. Seine Eltern hießen Puia und Neferiah. Seine Gemahlinnen waren Taneferet und Senseneb. Sämtliche Familienmitglieder besaßen hohe Titel und waren in wichtigen Ämtern des Königs beschäftigt.

## Grabanlage
Das Grab hat einen Hof mit vier Säulen. An der Grabfassade befanden sich verschiedene Stelen mit biographischen Texten zu Puiemre. Es gibt zwei Eingänge zu einer Querhalle und dahinter drei Kapellen. Alle diese Teile des Grabes sind mit Reliefs dekoriert.

## Wandreliefs und Darstellungen
Im Grab des Puiemre ist letztmals ein bestimmter Typ von Muu-Tänzern in einem Grab abgebildet. Die Herstellung von Schmuck ist detailliert dargestellt. Auffällig ist die Namensvergabe Nedjem für eine Katze, da ansonsten keine Namen für Katzen vergeben wurden. Außerdem ist nur im Grab des Puiemre das Herstellungsverfahren für Papyri beschrieben.

### Sprüche zur Talfestfeier
Im Grab des Puiemre befinden sich in der Mittelkapelle, Vorraum des Statuenschreins, Bilder von den Riten des thebanischen Talfestes. In der Halle ist auf der Westwand der Text festgehalten, der in musikalischer Begleitung eines Harfners zum Grabherrn gesprochen wurde:

„Deinem Ka, mögest du dein Herz erfreuen, du, dieser Große, der über Schönes jauchzt. Schöner Tag für diesen Großen, der gelobt vor den Allherren gekommen ist, der zweite Priester des Amun Puiemre, der Selige. Deine Tische sind mit Überweisungen überladen. Mögest du dein Herz erfreuen Millionen von Jahren. Dein Tag in Jauchzen, deine Monate gesalbt, deine Jahre für die Länge der Ewigkeit.“

### Verklärungen zum Talfestmahl
Im Mittelschrein sind an der Nord- und Südwand Opfergebete im Zusammenhang der Verklärungen für das Festmahl zu lesen:

„Alle Dinge genießen. Eine Opfergebet der großen Neunheit von Heliopolis, Osiris, der kleinen Neunheit, der ober- und unterägyptischen Kapelle. Ein reines Gottesopfer für Osiris (von Puiemre, dem Gerechtfertigten). Puiemre, dein Ba verwandelt sich am Leib der Nut. Du sollst sein in deinem Haus der Millionen in der Nähe deines Gottes. Die Verklärungen (für dich) werden verlesen: Re, verklärt im Himmel; Geb machtvoll auf Erden; Hapi als Nil, du erfreust dich, was in ihm ist; Osiris, auf dass dein Platz bei ihm ewiglich ist; es gab Horus dein Ka, dass es hoch ist und du nie von ihm abgehalten wirst; Anubis, dass du empfängst, was von dir ist. Du erntest den Preis im Schiff der Millionen, bist ein Gott und hast keinen Feind.“

### Besuch der Hathor-Haremsdamen
Auf der Südwand des Schreins sind drei Sängerinnen mit Halskette und Wedel vor Puiemre und seiner Gattin zu sehen, die den Schmuck und die Wedel der Hathor übergeben:

„Hand anlegen an die herrlichen Halsketten und die Wedel der Hathor seitens des Grabherren. Nimm dir die Wedel der Himmelsherrin. Oh Gold, Herrin der Trunkenheit, du bist glücklich über einen (Puiemre), der auf Erden rechtschaffen war. Mögen dir die nicht untergehenden Sterne die Wege im Himmel öffnen und die Tore der Duat aufschließen. Mögest du hervorkommen, indem du als Gott erscheinst, indem du in der Duat entstanden bist.“

### Besuch des Sängerchors
Auf der Ostwand des Schreins sind drei Sänger zu sehen, die ihr Lied rezitierend vortragen:

„Jauchzen über Amun. Geöffnet sind die Türflügel des Himmels und von Qebehu. Möge der Grabherr an diesem Tag erfrischt werden. Mögen ihm die Lobpreisungen aus der Opferbarke zugerufen werden. Dich hat dein Herr Amun in deinem Haus der Lebenden gelobt. Alle westlichen Götter jauchzen aus Liebe zu dir. Du hast ein Gottesopfer geweiht an Amun, Re-Harachte, Atum, an das Auge des Re, an seine Hand und seine Schlange, an Osiris, Hathor, Anubis als Herr des Landes Ta-djeser und alle übrigen Götter der Duat. Dir sind die Arme des Lichttales geöffnet.“